# Akane Maniax
Akane Maniax (?) es un anime de humor y ecchi, basado en un videojuego hentai de mismo nombre publicado por Âge. Continúa la historia de Kimi ga Nozomu Eien, pero centrándose en el personaje de Akane, y a diferencia de este, Akane Maniax está publicado en forma de OVA, contando con únicamente tres capítulos.
Akane Maniax 〜Nagareboshi Densetsu Gouda〜 (ア カ ネ マ ニ ア ッ ク ス 〜 流 れ 星 伝 説 剛 田 〜 ) es una novela visual lanzada para PC por âge . Es una especie de precuela de Muv-Luv y una historia paralela de Kimi ga Nozomu Eien , y presenta a Akane Suzumiya de Kimi ga Nozomu Eien como su heroína principal. Al igual que Muv-Luv Extra y a diferencia de Kimi ga Nozomu Eien , se centra más en la comedia que en el drama.
El juego comienza varias semanas después del final de Kimi ga Nozomu Eien y termina un día antes de que comience Muv-Luv Extra . La mayoría de los personajes principales de Muv-Luv se pueden ver en el juego. Originalmente se lanzó en partes con Tech GIAN sin actuación de voz, pero luego se lanzó como un juego con actuación de voz completa para miembros del club de fans oficial de âge.
También hay un OVA de tres episodios aproximadamente basado en el juego, con el primer DVD lanzado el 25 de noviembre de 2004. La serie fue animada por Silver. Muchos personajes del juego parodian a Tekkaman y Tekkaman Blade . La OVA parodia principalmente shows robot como Mazinger Z . Akane Maniax marcó la primera aparición de Gouda Jouji, quien más tarde se convertiría en un personaje de broma recurrente en los juegos de âge.

## Contenido
- 1Gráfico
- 2Caracteres
- 3Episodios
- 4Música
- 5Referencias
- 6enlaces externos

## Trama
Jouji Gouda es un nuevo estudiante transferido en la escuela secundaria Hakuryo. En su primer día de clase, se enamoró a primera vista de Akane Suzumiya y le propuso audazmente en el acto. Los dos personajes entran en conflicto entre sí en gran medida, pero Jouji nunca se rinde y haría cualquier cosa para expresar su amor hacia Akane. Aunque sus intentos de ganarse el amor de Akane al principio no hacen más que enojar a Akane, gradualmente comienza a impresionarla, inspirando a Akane a ser más honesta acerca de sus propios sentimientos.
Hay dos posibles finales. En el buen final, Akane admite que pudo haber desarrollado sentimientos por Jouji, pero confiesa que podría estar usándolo como un chico de rebote ya que le recuerda al exnovio de su hermana. A continuación, encuentra un nuevo amor verdadero en la forma de Muv-Luv ' Sumika s, sólo para que su corazón roto alrededor de un minuto más tarde, cuando ella va corriendo detrás de Takeru. En el verdadero final, Jouji se transforma en un héroe llamado Dimension Knight Tekkumen (時空 の 騎士 テ ッ ク メ ン, "Jikuu no Kishi Tekkumen") y lucha contra alienígenas. De cualquier manera, se dice que se transfirió fuera de la escuela después de ser seleccionado para un equipo de béisbol en Muv-Luv Extra , lo que Kouzuki sugiere que podría haber sido obra de Meiya.
Al final del Akane Maniax OVA producido más tarde , Akane le dijo a Jouji que había sido aceptada por una universidad estadounidense y que irá allí para continuar sus estudios. Ella todavía dijo que era bueno haberlo conocido. Más tarde, después de ver a Sumika corriendo hacia Takeru, Meiya y Tsukoyomi se llevaron a Jouji en su larga limusina, presumiblemente arreglada para obtener una compensación y transferirla a otra escuela como resultado.

## Personajes
Jōji Gōda (剛 田 城 二, Gōda Jōji) , (Expresado por: Tomokazu Seki )
El personaje principal de Akane Maniax. Después de ser expulsado del club de béisbol de su última escuela, se transfiere a Hakuryou con la intención de llegar al Koshien , sin prestar atención al hecho de que es un estudiante de tercer año (es decir, nunca tendría otra oportunidad). Tiene tendencia a perderse en su imaginación y es un poco idiota. Se enamora de Akane a primera vista y hace todo lo posible para llamar su atención. Su personaje es una parodia de Minami Jouji de Uchuu no Kishi Tekkaman , y en uno de los finales se transforma en una parodia de Tekkaman llamada Jikuu no Kishi Tekkumen. Primero se une a la clase 3-D, pero luego es arrojado a la clase 3-B.
Akane Suzumiya (涼 宮 茜, Suzumiya Akane) , (Expresado por: Kaori Mizuhashi )
De Kimi ga Nozomu Eien . La heroína principal. En Akane Maniax , comienza con la personalidad que tenía en Kimi ga Nozomu Eien , pero gradualmente se suaviza para convertirse en la Akane que se ve en Muv-Luv . Estudiante en clase 3-D.
Andorō Umeda (梅田 庵 努朗, Umeda Andorō) , (Expresado por: Yuuji Ueda )
Es un profesor de gimnasia con un afro amarillo que en realidad es un extraterrestre. Tiene un mutante viviendo en su afro. Basado en Andlau (también pronunciado Andorō) Umeda de Tekkaman . Solo visto en el juego.
Takeo Takeo (竹 尾 タ ケ オ)
Un estudiante de Hakuryou que parece un nerd gordo, pero de hecho es el robot Takesu. Estudiante en clase 3-D. Solo visto en el juego.
Chizuru Sakaki (榊 千 鶴, Sakaki Chizuru) , (Expresado por: Masayo Kurata )
De Muv-Luv . Amigo y rival de Akane. Alumno de la clase 3-B.
Yūko Kōduki (香 月 夕 呼, Kōduki Yūko) , (Expresado por: Emi Motoi )
De Muv-Luv . Profesor de forma de la clase 3-D.
Marimo Jingūgi (神宮 司 ま り も, Jingūji Marimo) , (Expresado por: Minami Ayaka )
De Muv-Luv . Profesor de forma de la clase 3-B.
Kei Ayamine (彩 峰 慧, Ayamine Kei) , (Expresado por: Yuuko Nagashima )
De Muv-Luv . Alumno de la clase 3-B. Jouji la llama "chica psíquica".
Miki Tamase (珠 瀬 壬 姫, Tamase Miki) , (Expresado por: Minami Hokuto )
De Muv-Luv . Alumno de la clase 3-B. Jouji la llama "Embajadora del Reino Animal".
Mikoto Yoroi (鎧 衣 尊 人, Yoroi Mikoto) , (Expresado por: Reiko Takagi )
De Muv-Luv . Alumno de la clase 3-B. Jouji lo llama "Mensajero de Gaia", oa veces simplemente Gaia. Parece que se llevan bastante bien, pero Mikoto no tarda mucho en olvidar quién es después de su transferencia (en Muv-Luv Extra).
Sumika Kagami (鑑 純 夏, Kagami Sumika) , (Expresado por: Hiroko Taguchi )
La principal heroína de Muv-Luv . Alumno de la clase 3-B.
Takeru Shirogane (白銀武, Shirogane Takeru) , (Expresado por: Soichiro Hoshi )
El protagonista de Muv-Luv . Alumno de la clase 3-B.
Haruka Suzumiya (涼 宮 遙, Suzumiya Haruka) , (Expresado por: Minami Kuribayashi )
De Kimi ga Nozomu Eien . La hermana mayor de Akane. Solo visto en el OVA.
Meiya Mitsurugi (御 剣 冥 夜, Mitsurugi Meiya , (Expresado por: Kazumi Okushima )
De Muv-Luv . Solo visto en el OVA.
Mana Tsukuyomi (月 詠 真 那, Tsukuyomi Mana) , (Expresado por: Akiko Ueda )
De Muv-Luv . Solo visto en el OVA.
Dimension Knight Tekkumen (時空 の 騎士 テ ッ ク メ ン)
Jouji después de transformarse a través de Tekku Setup. Parece un cruce entre Tekkaman y Gyan .
Takesu (タ ケ ス)
La verdadera forma de Takeo, la de un robot. Basado en Pegasu de Tekkaman Blade . Parece un cruce entre Pegasu y Zaku II . Sirve como soporte para Tekkumen.

## Episodios
| #  | Título                                                                                     | Fecha de emisión original |
| -- | ------------------------------------------------------------------------------------------ | ------------------------- |
| 01 | "Jouji está parado en Hakuryou" "Jouji Hakuryou ni Tatsu" ( japonés :城 二 白 陵 に 立 つ) | 25 de noviembre de 2004   |
| 02 | "Gouda Jouji, únete al club" ( japonés :剛 田 城 二 入 部 せ よ)                           | 25 de marzo de 2005       |
| 03 | "Adiós, oh amado Jouji" ( japonés :さ ら ば 愛 し き 城 二 よ)                             | 26 de agosto de 2005      |

## Música
El tema de finalización de ruta normal del juego es "Muv-Luv" (マ ブ ラ ヴ) de Minami Kuribayashi , y el verdadero tema de finalización de ruta es Tekkumen no Uta (テ ッ ク メ ン の 歌) de Takayuki Miyauchi . Para la OVA, el tema de apertura es "Beginning" de Kuribayashi, el tema de cierre de los episodios 1 y 2 es "Arigato ..." (あ り が と ... ) de Kaori Mizuhashi , y el tema de cierre del episodio 3 es "Muv-Luv" de Kuribayashi.